# Guerra civil de las Islas Salomón
La Guerra civil de las Islas Salomón fue un conflicto étnico ocurrido en Islas Salomón en el que el IFM se enfrentó al MEF mientras el gobierno intentaba establecer la paz en las islas con la ayuda de RAMSI

## Antecedentes
Después de la elección como primer ministro de Bartholomew Ulufa'alu en 1997, la situación en el país empezó a empeorar. Las tensiones entre los malaitianos que emigraban a Guadalcanal y los nativos de esas islas empezaron a complicarse. La situación era tensa y se empezaron a formar milicias que velaban por los intereses de uno u otro grupo. Las más importantes fueron el IFM del lado de la gente de Guadalcanal y la MEF del lado de los malaitianos. Finalmente, las tensiones sumieron al país en una especie de guerra civil.

## Primera fase
A principios de 1999 las tensiones entre los habitantes de Guadalcanal y los emigrantes llegados de la vecina isla de Malaita, desembocaron en violentos enfrentamientos. El Guadalcanal Revolutionary Army (en español, Ejército Revolucionario de Guadalcanal), más tarde conocido como Isatabu Freedom Movement (IFM), que demandaba un gobierno federal para la isla de Guadalcanal y que se cambiara el nombre al de Isatabu, comenzó a realizar acciones terroristas contra los malaitanos que vivían en zonas rurales con la intención de que abandonaran sus casas. Alrededor de 20.000 malaitanos dejaron sus hogares y se trasladaron a la capital o a la isla de Malaita.
Mientras tanto se formó la Malaita Eagle Force (MEF) para defender los intereses de los malaitanos. El gobierno no tuvo más remedio que pedir ayuda al Secretario General de la Commonwealth. El 28 de junio de 1999 se llegó al Acuerdo de Paz de Honiara. Pese a una aparente resolución del conflicto, los problemas se mantuvieron y en junio de 2000 la violencia volvió a estallar violando el acuerdo de paz.
El 5 de junio de 2000, el EMF logró asaltar el parlamento con la ayuda de varios tanques. Una vez en el poder destituyeron al primer ministro Bartholomew Ulufa’alu. El 30 de junio, el Parlamento eligió por un estrecho margen a Manasseh Sogavare como nuevo primer ministro. Sogovare creó la Coalición por la Unión Nacional, la Reconciliación y la Paz, que dispuso un programa de acciones para intentar resolver el problema étnico, mejorar la economía y distribuir los beneficios del desarrollo más equitativamente. Sin embargo, el gobierno de Sogarave fue tremendamente corrupto y sus medidas llevaron a un deterioro de la economía, de la ley y el orden.
El conflicto fue causado principalmente por el acceso a la tierra y otros recursos, y los disturbios y combates se centraron en la capital, Honiara. Las muertes se estimaron en un centenar y unos 30.000 desplazados, principalmente malaitanos. Debido a los combates, la actividad económica en Guadalcanal se vio profundamente afectada.
Los continuos disturbios provocaron un colapso de la economía. Los funcionarios dejaron de percibir su salario y las reuniones del gobierno se debían celebrar en secreto para evitar que los señores de la guerra intervinieran. Las fuerzas de seguridad eran incapaces de restaurar el orden y muchos de los efectivos de seguridad tomaron partido por uno u otro bando.

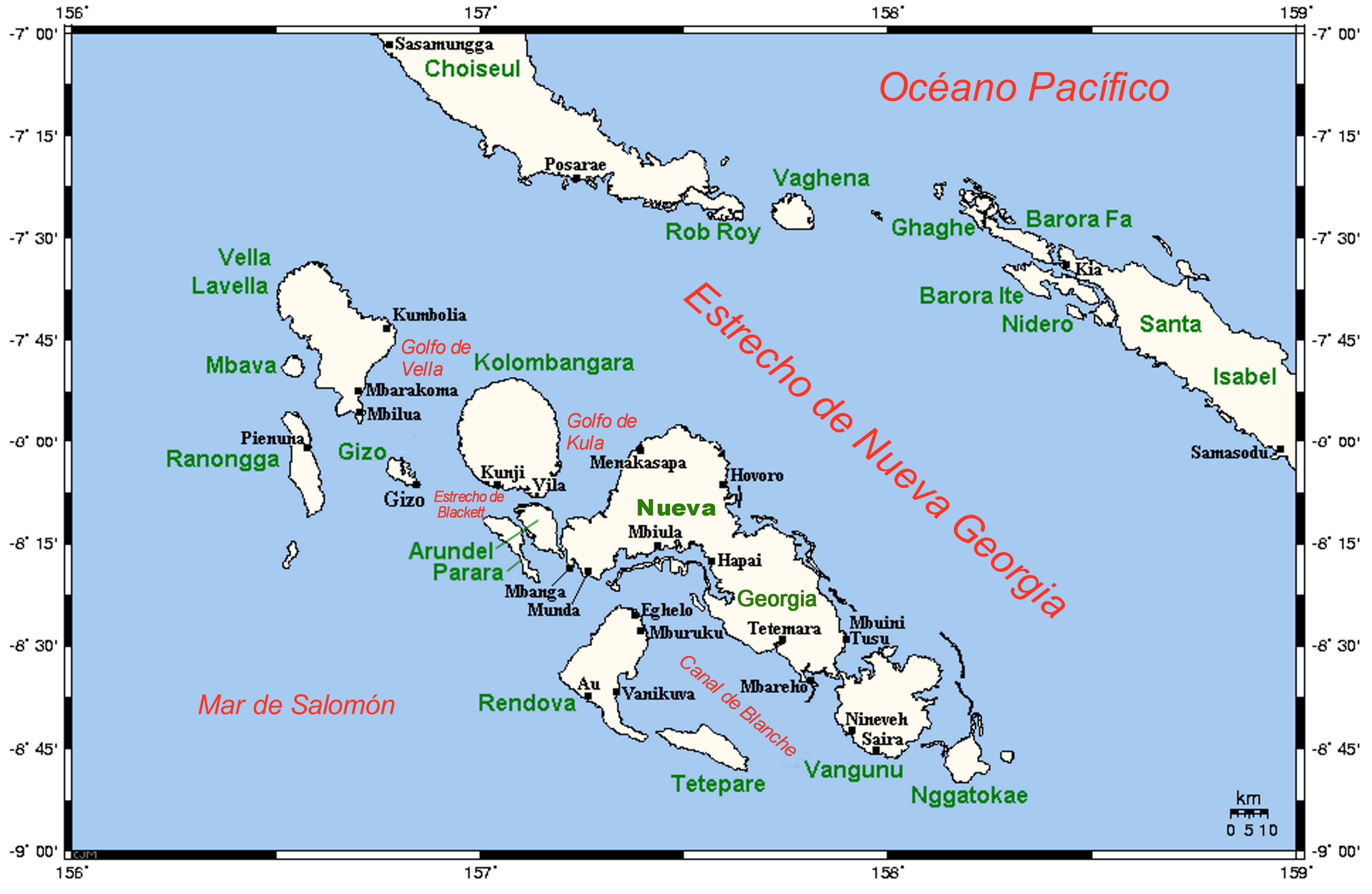
Islas Salomón

## Segunda fase
En julio de 2003, el Gobernador General de las Salomón, con el apoyo unánime del parlamento, pidió ayuda internacional para solucionar el conflicto. El gobierno aprobó una ley para dotar a las tropas internacionales de amplios poderes.
Tras el anuncio del envío de 300 policías y 3000 soldados por parte de Australia, Nueva Zelanda, Fiyi y Papúa Nueva Guinea, el señor de la guerra Harold Keke anunció el 6 de julio de 2003 un alto al fuego. El anuncio se efectuó mediante el envío de un fax firmado al primer ministro Allan Kemakeza. Keke lideraba el Frente de Liberación de Guadalcanal refugiándose en la costa sudoeste de esa isla (Weather Coast). A pesar del cese al fuego, la Solomon Islands Broadcasting Corporation informó el 11 de julio de 2003 del asalto no confirmado de dos aldeas por parte de partidarios de Keke.
A mediados de julio de 2003, el parlamento de Islas Salomón votó unánimemente a favor de la intervención. La fuerza internacional se empezó a reunir en Townsville, para en agosto de 2003 desplazarse a las islas. Las fuerzas de pacificación recibieron el nombre de Regional Assistance Mission to the Solomon Islands (RAMSI) o Operation Helpem Fren. Australia fue el país que más efectivos aportó, conociéndose su contribución como Operación Ánodo, aunque otros países del Pacífico Sur también aportaron efectivos, como Nueva Zelanda, Fiyi y Papúa Nueva Guinea entre otros. Las tropas actuaron como un cuerpo de policía y su responsabilidad era la de restaurar el orden en el país, debido a la inoperancia del cuerpo de policía local (Royal Solomon Islands Police). Las tropas internacionales mejoraron la seguridad de la zona y lograron capturar a Harold Keke en agosto de 2003.

## Secuelas de la guerra
En 2006, estallaron disturbios tras la elección de Snyder Rini como primer ministro, destruyendo parte de Chinatown y desplazando a más de 1.000 residentes chinos; el gran Pacific Casino Hotel también fue destruido por completo. El corazón comercial de Honiara quedó prácticamente reducido a escombros y cenizas. Tres miembros del Parlamento Nacional, Charles Dausabea, Nelson Ne'e y Patrick Vahoe, fueron arrestados durante o como resultado de los disturbios. La Misión de Asistencia Regional a las Islas Salomón (RAMSI), la iniciativa del Foro de las Islas del Pacífico de 16 países establecida en 2003 con la asistencia de Australia, intervino, enviando oficiales de policía y del ejército adicionales para controlar la situación. Se aprobó un voto de censura contra el primer ministro. Tras su dimisión, en mayo de 2006 se formó una gran coalición para el cambio de Gobierno de cinco partidos, con Manasseh Sogavare como primer ministro, que sofocó los disturbios y dirigió el gobierno. La parte militar de RAMSI se retiró en 2013 y la reconstrucción tomó forma.
En 2009, el gobierno estableció una Comisión de la Verdad y la Reconciliación, con la asistencia del arzobispo sudafricano Desmond Tutu, para "abordar las experiencias traumáticas de la gente durante el conflicto étnico de cinco años en Guadalcanal.
La situación se estabilizó, pero el país afrontó serios problemas económicos, de deforestación y de malaria.

## RAMSI

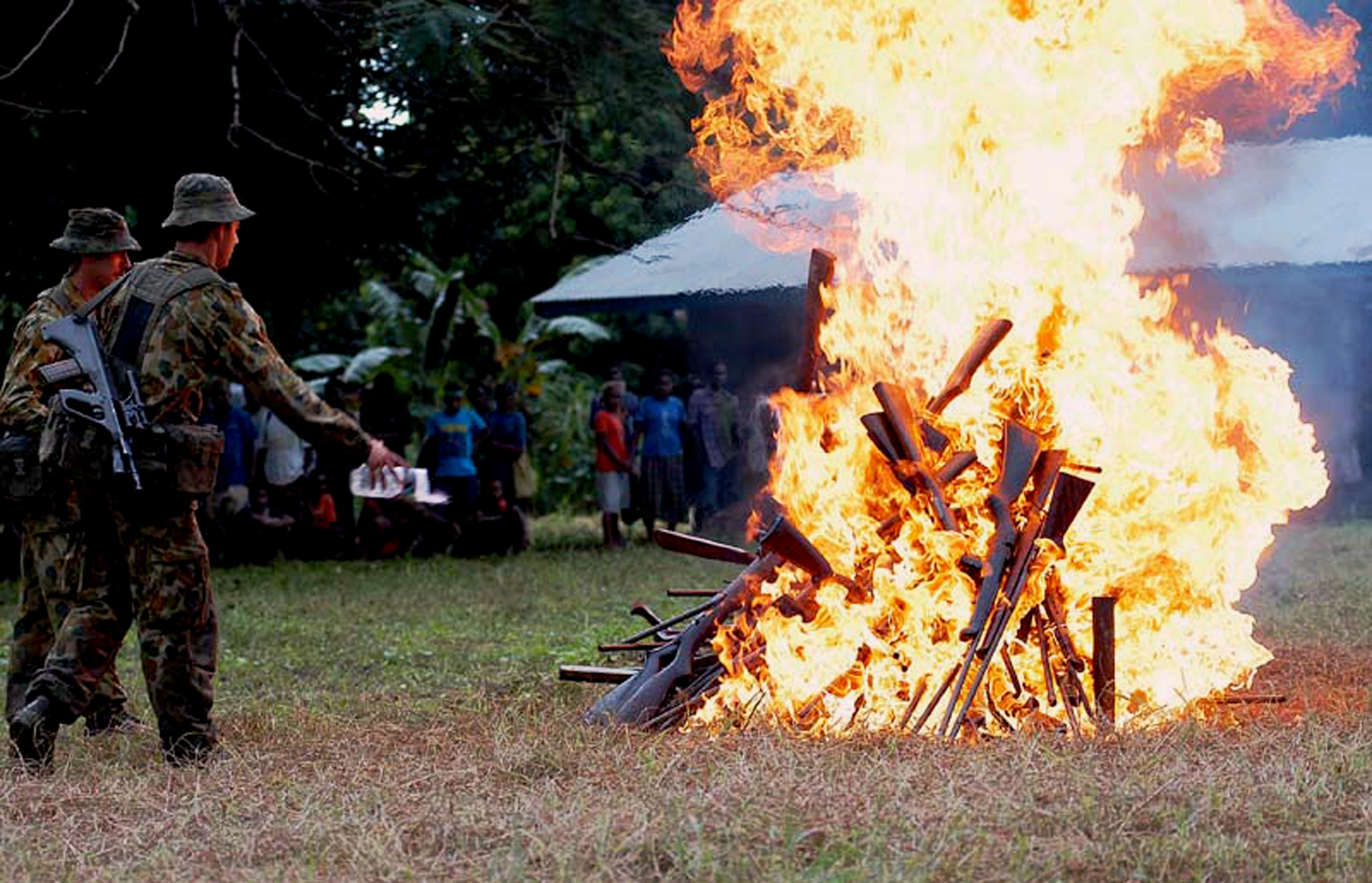
Soldados de RAMSI quemando armas de fuego

El Regional Assistance Mission to Solomon Islands, más conocida como RAMSI fue creada en 2003 en respuesta a una solicitud de ayuda internacional del Gobierno de las Islas Salomón. El objetivo de RAMSI era estabilizar la tensión étnica en la Isla de Guadalcanal, la alianza estaba formada por Australia, Fiyi, Nueva Zelanda, Papúa Nueva Guinea, las Islas Marshall, los Estados Federados de Micronesia, Tonga, Samoa, Vanuatu, Nauru, Kiribati y Tuvalu. El país que más contribuyó fue Australia, seguida de Fiyi y Nueva Zelanda. RAMSI fue oficialmente disuelta el 30 de junio de 2017. Aunque en 2013 la situación ya estaba estabilizada y los soldados retirándose del país.